# بيدا ويبر
بيدا ويبر (بالألمانية: Beda Weber)‏ هو شاعر وسياسي ألماني، ولد في 26 أكتوبر 1798 في ليينز في النمسا، وتوفي في 28 فبراير 1858 في فرانكفورت في ألمانيا. انتخب عضو برلمان فرانكفورت.